# Белла Рамзі
Ізабелла Мей Рамзі (англ. Isabella May 'Bella' Ramsey; нар. 30 вересня 2003, Ноттінгем, Ноттінгемшир, Англія) — британська акторка. Лауреат дитячої премії BAFTA. Найбільш відомі за роллю Ліанни Мормонт у серіалі HBO «Гра престолів», виконує роль Еллі в серіалі «Останні з нас».

## Біографія
Белла Рамзі народилася 30 вересня 2003 року в Ноттінгемі у Великій Британії.
У віці з чотирьох до одинадцяти років відвідувала школу театрального мистецтва Stagecoach Theatre Arts. Першими роботами юної актриси стали ролі Амарілліс та Моллі в аматорських постановках мюзиклів «Продавець музики» та «Енні».
З восьмирічного віку разом зі старшою сестрою брала участь у постановках місцевої комедійної театральної групи.
У 2013 році вступила до школи юних акторів Central Junior Television Workshop у Ноттінгемі, де стала прослуховуватися для професійних ролей у телесеріалах та фільмах. У 2014 році розглядалася на роль Софі у фільм Стівена Спілберга «Великий дружній велетень», яку зіграла Рубі Барнгілл.
У 2016 році дебютувала на телебаченні, зігравши Ліанну Мормонт — десятирічну Леді Ведмежого Острова в телесеріалі каналу HBO «Гра престолів». Критики та шанувальники серіалу відзначили визначну акторську гру молодої актриси, журнал The Hollywood Reporter назвав її «висхідною зіркою 6-го сезону».
У травні того ж року стартували фільмування телесеріалу «Найгірша відьма», де Рамзі зіграла головну роль невдахи-учениці Академії відьом Мілдред Габбл, що постійно потрапляє у смішні та безглузді ситуації. Прем'єра першого сезону відбулася 11 січня 2017 року на CBBC у Великій Британії. За цю роль у 2019 році Белла здобула дитячу нагороду Британської академії BAFTA як найкращий молодий актор.
У лютому 2021 року стало відомо, що акторка офіційно затверджена на роль Еллі у майбутній екранізації гри The Last of Us від HBO.

## Особисте життя
Белла ідентифікує себе як гендерфлюїдну персону й також не переймається, які займенники використовують по відношенню до неї. В інтерв'ю The New York Times зазначила: «Я така ж сама людина. Мені не дуже подобається, коли визначають мій гендер, але в питанні займенників мені справді все одно».
Щодо своєї сексуальної орієнтації Ремзі сказала: «я не на 100 % гетеросексуальна. Я трохи нестандартна, чи знаєте?».

## Фільмографія

### Фільми
| Рік  | Назва                        | Оригінальна назва               | Роль            | Примітки                     |
| ---- | ---------------------------- | ------------------------------- | --------------- | ---------------------------- |
| 2017 | Елефтерія                    | Elefthería                      | Еллі            | короткометражний             |
| 2018 | Щастя на двох                | Two for Joy                     | Міранда         |                              |
| 2018 | Голмс та Ватсон              | Holmes and Watson               | Флотсем         |                              |
| 2019 | Ненсі                        | Nancy                           | Ненсі           | короткометражний             |
| 2019 | Принцеса Еммі                | Princess Emmy                   | Принцеса Гізана | озвучка                      |
| 2019 | Нуль                         | Zero                            | Еліс            | короткометражний             |
| 2019 | Джуді                        | Judy                            | Лорна Лафт      |                              |
| 2019 | На узбережжях                | On the Beaches                  | Кітті           | короткометражний             |
| 2020 | Подорож черепах              | Turtle Journey                  | черепашка       | короткометражний (озвучення) |
| 2020 | Опір                         | Resistance                      | Елсбет          |                              |
| 2020 | 3 хвилини тиші               | 3 Minutes of Silence            | Джейн           | короткометражний             |
| 2021 | Реквієм                      | Requiem                         | Евелін          | короткометражний             |
| 2021 | Гільда і гірський король     | Hilda and the Mountain King     | Хільда          | озвучка                      |
| 2022 | Злодій                       | Villain                         | Джорджія        | короткометражний             |
| 2022 | Кетрін, на прізвисько Пташка | Catherine, Called Birdy         | Пташка          |                              |
| 2023 | Втеча з курника 2            | Chicken Run: Dawn of the Nugget | Моллі           | озвучка                      |

### Телесеріали
| Рік       | Назва українською      | Назва англійською  | Роль                     | Примітки |
| --------- | ---------------------- | ------------------ | ------------------------ | --- |
| 2016-2019 | Гра престолів          | Game of Thrones    | Ліанна Мормонт           | Епізод 6х07 «Зламана людина» Епізод 6х09 «Битва бастардів» Епізод 6х10 «Вітра Зими» Епізод 7х01 «Драконій Камінь» Епізод 7х02 «Буророджена» Епізод 8х01 «Вінтерфелл» Епізод 8х02 «Лицар Семи Королівств» Епізод 8х03 «Довга Ніч» Епізод 8x04 «Останні зі Старків» |
| 2017-2020 | Найгірша відьма        | The Worst Witch    | Мілдред Габбл            | головна роль (40 епізодів) |
| 2018      | Реквієм                | Requiem            | Матильда Грей у 12 років | Епізод 1.02 «Блакитна кімната» |
| 2018-2020 | Гільда                 | Hilda              | Хільда                   | озвучка (26 епізодів) |
| 2020      | Захоплення пастуха     | Shepherd's Delight | дівчина в парку          | Епізод 1.01 «Self-Tape 48» |
| 2020      | Темні початки          | His Dark Materials | Анжеліка                 | 2 сезон (6 епізодів) |
| 2020      | Острів літнього табору | Summer Camp Island | Рамона у 15 років        | озвучка (Епізод 3.02 «Примарні малюки-бармаглоти») |
| 2022      | Імпакт Вінтер          | Impact Winter      | Шепіт                    | серія подкастів (6 епізодів) |
| 2022      | Становлення Єлизавети  | Becoming Elizabeth | Джейн Грей               | |
| 2023      | Останні з нас          | The Last of Us     | Еллі                     | Головна роль |
| 2023      | Строк                  | Time               | Келсі                    | 2 сезон |

## Відеоігри
| Рік  | Назва               | Роль             | Примітка                                 |
| ---- | ------------------- | ---------------- | ---------------------------------------- |
| 2018 | Doctor Who Infinity | Фрея (озвучення) | Розробник Tiny Rebel Games / Seed Studio |

## Радіо
| Рік  | Назва                   | Оригінальна назва            | Роль     | Примітки |
| ---- | ----------------------- | ---------------------------- | -------- | -------- |
| 2020 | Едіт Сітуелл у Скарборо | Edith Sitwell in Scarborough | Міс Едіт | [ 26 ]   |

## Саундтреки
| Рік  | Сингл             | Альбом | Примітки                                 |
| ---- | ----------------- | ------ | ---------------------------------------- |
| 2020 | The Life of Hilda | Хільда | Епізод 2.07 «Чудовисько острова Колдрон» |

## Нагороди та номінації
| Рік  | Премія                         | Номінація                                          | Роль                            | Результат |
| ---- | ------------------------------ | -------------------------------------------------- | ------------------------------- | --------- |
| 2018 | RTS North West Awards          | Прорив року                                        | Мілдред Хаббл (Найгірша відьма) | Номінація |
| 2018 | BAFTA Children's Award         | Молодий актор                                      | Мілдред Хаббл (Найгірша відьма) | Номінація |
| 2019 | BAFTA Children's Award         | Молодий актор                                      | Мілдред Хаббл (Найгірша відьма) | Перемога  |
| 2020 | British Animation Awards       | Найкраще голосове виконання                        | Гільда (Гільда)                 | Номінація |
| 2020 | Премія Гільдії кіноакторів США | Найкращий акторський склад у драматичному серіалі  | Ліанна Мормонт (Гра престолів)  | Номінація |
| 2020 | CinEuphoria Awards             | Почесна нагорода (разом з рештою знімальної групи) | Ліанна Мормонт (Гра престолів)  | Перемога  |